# Aeroportul Kyzyl
Aeroportul Kyzyl (IATA: KYZ, ICAO: UNKY) este un aeroport din Kîzîl, Tuva, Rusia ce deservește zona Kîzîl. Aeroportul a fost tranzitat în 2021 de 88.806 pasageri. A fost numit după zona deservită.
Situat la o altitudine de 647 m, aeroportul dispune de 1 pistă.

## Infrastructură

### Piste
Aeroportul dispune de o singură pistă. Pista 05/23 are suprafața de beton și dimensiunile 2.700 m × 45 m. 